# A Marronda
A Marronda o bosque de la Marronda es un bosque declarado zona especial de conservación (ZEC) y localizado en el ayuntamiento de Baleira en la provincia de Lugo, entre las entidades de la Braña, Mendreiras, Martín y la carretera que une el Cádavo con Martín.
El bosque de la Marronda constituye un magnífico ejemplo del bosque autóctono gallego que además mantiene un excepcional estado de conservación. Con una extensión de 610,64 ha solicitada en la Red Natura 2000 y ampliada a 1239 ha en 2002, y con altitudes comprendidas entre los 500 y 700 metros, crece esta hermosa masa natural en la que podemos encontrar numerosas especies tanto vegetales como animales.
Son protagonistas de la diversidad vegetal los árboles y los arbustos. Este bosque es además un tesoro paisajístico y visual que nos regala estampas cambiantes con las estaciones. El conjunto de las múltiples especies que conforman este bosque se manifiesta en el colorido siempre cambiante y sorprendente con múltiples matices que se acentúan a medida que se aproxima el otoño.
Podemos disfrutar de este bosque realizando la “Ruta de la Marronda” en la “Variante de la Marronda” GR-1.9. Otra forma de observar este bosque es desde la carretera local LU-750: aquí el bosque se precipita en vertical sobre la carretera que transcurre a lo largo del río Martín, en un valle encajado y estrecho.
Para los amantes del bosque, La Marronda representa el bosque autóctono prácticamente sin alterar.[cita requerida] Se asienta en las cuencas de los ríos Martín y su afluente, el Souto, con aldeas y lugares poco poblados, pero de interés por la tipología arquitectónica de adaptación al medio montañoso. Por ejemplo, los hórreos cuadrados o circulares con techos de palloza. La mejor forma de acercarse son las carreteras locales desde La Braña y Muíña en la LU-750 Meira-Baraja.

## Flora

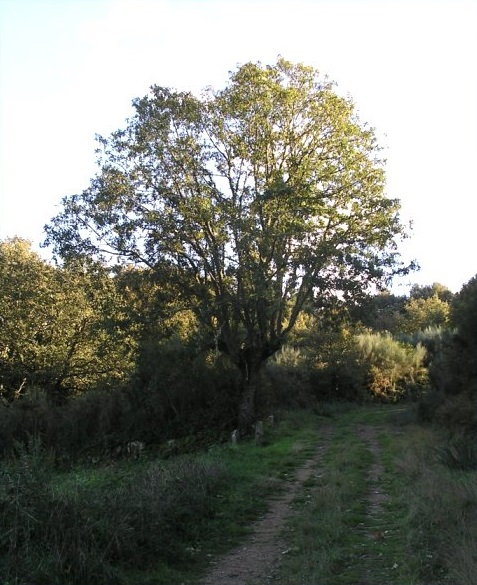
Carballo la orilla del camino

Castaños (Castanea sativa), robles (Quercus robur), amieiros (Alnus glutinosa), abedules (Betula alba), avellanos(Corylus avellana), fresnos (Fraxinus excelsior), sauces, arces (Acer pseudoplantanus), acebos (Ilex aquifolium), servales, narcisos (Narcissus cyclamineus), brezos, robles, espinos, melojos (Quercus pyrenaica), arándanos junto con uno buen número de especies arbustivas, en la que también podemos encontrar poblaciones de las hayas (Fagus sylvatica) en algunas zonas especialmente umbrías en el que constituye una parte del límite suroccidental del haya en Europa, convirtiéndose por tanto en una de las más importantes reservas dehayas en Europa suroccidental.

## Fauna

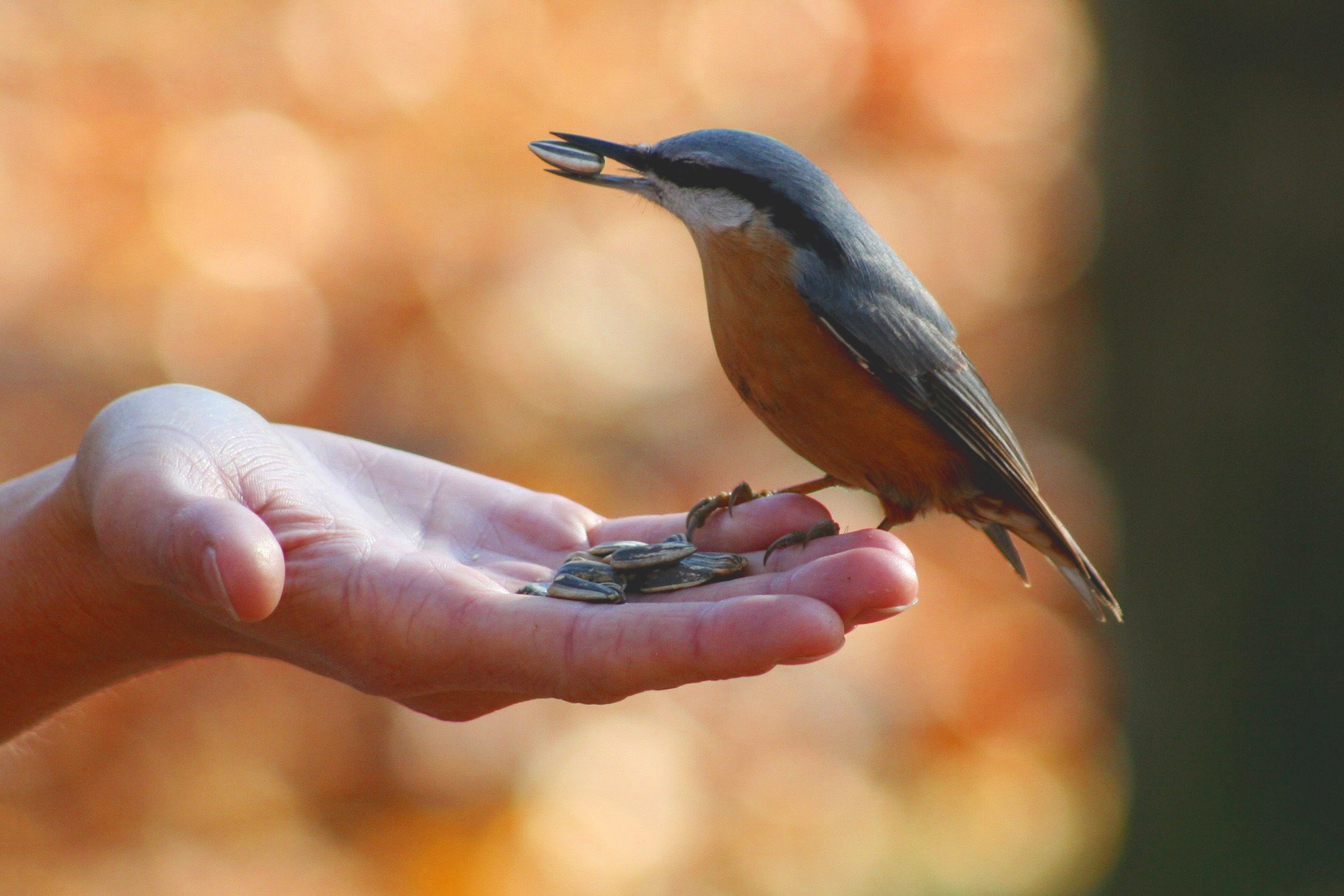
Trepador azul

Jabalí, corzo, zorro, lobo, jineta, comadreja, garduña, ardilla, desmán de los Pirineos (Galemys pyrenaicus), gato montés, numerosas especies de pequeños reptiles y anfibios, aves como el azor (Accipiter gentilis), trepador azul azul (Sitta europaea), agateador (Certhia brachydactyla), camachuelo real (Pyrrhula pyrrhula), gavilán (Accipiter nisus), nutria (Lutra lutra), halcón abejero (Pernis apivorus), águila caudal, halcón peregrino, y una larga lista de pequeñas aves insectívoras y granívoras, reptiles como la saramandra (Chioglossa lusitanica), el lagarto verde (Lacerta schreiberi) e invertebrados como la escarabajo ciervo (Lucanus cervus), el caracol (Elona quimperiana) y la babosa (Geomalacus maculosus).